# I liga brazylijska w piłce nożnej (1985)
Brazylia 1985
Mistrzem Brazylii został klub Coritiba FBC, natomiast wicemistrzem Brazylii – klub Bangu AC.
Do Copa Libertadores w roku 1986 zakwalifikowały się następujące kluby:
- Coritiba FBC (mistrz Brazylii)
- Bangu AC (wicemistrz Brazylii)

W 1986 roku w rozgrywkach I ligi brazylijskiej wzięły udział 44 kluby. Nikt nie spadł do drugiej ligi, gdyż w następnym sezonie I liga rozrosła się do 80 klubów.

## Campeonato Brasileiro Série A 1985
W mistrzostwach Brazylii w 1985 roku wzięły udział 44 kluby – 20 najlepszych klubów według rankingu CBF (America FC, Atlético Mineiro, EC Bahia, Botafogo FR, Corinthians Paulista, Coritiba FBC, Cruzeiro EC, CR Flamengo, Fluminense FC, Goiás EC, Grêmio Porto Alegre, Guarani FC, SC Internacional, Náutico, SE Palmeiras, Portuguesa, Santa Cruz FC, Santos FC, São Paulo, CR Vasco da Gama), dwa najlepsze kluby drugiej ligi (Campeonato Brasileiro Série B) z 1984 roku (Clube do Remo, Uberlândia) oraz 22 najlepsze kluby według osiągnięć w rozegranych wcześniej ligach stanowych (ABC FC – stan Rio Grande do Norte, Bangu AC – stan Rio de Janeiro, Botafogo João Pessoa – stan Paraiba, Brasil Pelotas – stan Rio Grande do Sul, Brasília – Dystrykt Federalny, Ceará SC – stan Ceará, Corumbaense FC – stan Mato Grosso do Sul, CS Alagoano – Alagoas, Desportiva Cariacica – stan Espírito Santo, EC Flamengo – stan Piauí, Joinville – stan Santa Catarina, AD Leônico – stan Bahia, Mixto EC – stan Mato Grosso, Nacional FC – stan Amazonas, Paysandu SC – stan Pará, EC Pinheiros – stan Parana (stan), AA Ponte Preta – stan São Paulo, Sampaio Corrêa FC – stan Maranhão, Sport Recife – stan Pernambuco, CS Sergipe – stan Sergipe, Vila Nova FC – stan Goiás, Villa Nova AC – stan Minas Gerais).
Najlepsza dwudziestka z rankingu CBF podzielona została na grupy A i B liczące po 10 klubów, natomiast pozostałe drużyny grały w grupach C i D liczących po 12 klubów. Do fazy ćwierćfinałowej awansowało 16 klubów – po 4 kluby z każdej grupy.

### Grupy A i B
Najlepsze 20 klubów w rankingu CBF podzielono na grupy A i B liczące po 10 klubów. Rozegrano dwa etapy, przy czym w obu etapach kluby z grupy A grały tylko z klubami z grupy B i na odwrót. Do ćwierćfinału awansowali zwycięzcy grup w poszczególnych etapach wraz z tymi klubami, które sumarycznie miały najlepszy dorobek bramkowo-punktowy.

#### Pierwszy etap

##### Kolejka 1
| Data             | Mecz                                                                                |
| ---------------- | ----------------------------------------------------------------------------------- |
| 26 stycznia 1985 | Fluminense FC – Santos FC 2:1 Assis, Vica – Lima                                    |
| 27 stycznia 1985 | Corinthians Paulista – CR Vasco da Gama 2:2 Serginho, Casagrande – Cláudio Adăo (2) |
| 27 stycznia 1985 | Atlético Mineiro – CR Flamengo 1:1 Nelinho – Marquinho Carioca                      |
| 27 stycznia 1985 | Santa Cruz FC – Portuguesa 1:1 Roberto – Célio                                      |
| 27 stycznia 1985 | Guarani FC – Cruzeiro EC 0:0                                                        |
| 27 stycznia 1985 | EC Bahia – SE Palmeiras 1:0 Toinzinho                                               |
| 27 stycznia 1985 | Coritiba FBC – São Paulo 3:1 Índio (2), Tóbi – Sídnei                               |
| 27 stycznia 1985 | Botafogo FR – Goiás EC 3:1 Leiz, Elói, Helinho – Tiăozinho                          |
| 27 stycznia 1985 | Grêmio Porto Alegre – Náutico 1:0 Renato Gaúcho                                     |
| 27 stycznia 1985 | America FC – SC Internacional 0:4 Silvinho (2), Mauro Galvăo, Luís Freire           |

##### Kolejka 2
| Data             | Mecz                                                                                                |
| ---------------- | --------------------------------------------------------------------------------------------------- |
| 30 stycznia 1985 | Corinthians Paulista – SC Internacional 0:1 Jussiê                                                  |
| 30 stycznia 1985 | Fluminense FC – Portuguesa 2:0 Washington, Romerito                                                 |
| 30 stycznia 1985 | Grêmio Porto Alegre – CR Vasco da Gama 3:1 Roberto César (2), Luís Fernando Paulista – Cláudio Adăo |
| 30 stycznia 1985 | America FC – Náutico 1:1 Luisinho – Baiano                                                          |
| 30 stycznia 1985 | Atlético Mineiro – Santos FC 4:0 Reinaldo (2), Éverton, Paulo Isidoro                               |
| 31 stycznia 1985 | Guarani FC – São Paulo 3:2 Edmar (2), Joăo Paulo – Pianelli, Pita                                   |
| 31 stycznia 1985 | Santa Cruz FC – CR Flamengo 1:4 Roberto – Élder, Bebeto, Gilmar, Chiquinho                          |
| 31 stycznia 1985 | Coritiba FBC – Cruzeiro EC 2:1 Índio (2) – Tostăo                                                   |
| 31 stycznia 1985 | Botafogo FR – EC Bahia 1:1 Antônio Carlos – Celso                                                   |
| 31 stycznia 1985 | SE Palmeiras – Goiás EC 3:2 Hélio, Jorginho, Mendonça – Paulo Sérgio II, Joãozinho Paulista         |

##### Kolejka 3
| Data           | Mecz |
| -------------- | --- |
| 3 lutego 1985  | Santos FC – Guarani FC 1:0 Zé Sérgio                                                                                |
| 3 lutego 1985  | SE Palmeiras – São Paulo 2:2 Barbosa, Márcio – Éder Taino, Pita                                                     |
| 3 lutego 1985  | Goiás EC – Santa Cruz FC 3:0 Joãozinho Paulista (3)                                                                 |
| 3 lutego 1985  | Portuguesa – Grêmio Porto Alegre 1:1 Toninho – Valdo                                                                |
| 3 lutego 1985  | CR Flamengo – Corinthians Paulista 2:0 Mozer, Gilmar                                                                |
| 3 lutego 1985  | Náutico – Atlético Mineiro 1:1 Baiano – Édson Gaúcho s                                                              |
| 3 lutego 1985  | EC Bahia – Coritiba FBC 2:1 Marinho, Róbson – Índio                                                                 |
| 3 lutego 1985  | Cruzeiro EC – America FC 2:0 Tostăo (2)                                                                             |
| 3 lutego 1985  | SC Internacional – Botafogo FR 2:0 Rubén Paz (2)                                                                    |
| 16 lutego 1985 | Fluminense FC – CR Vasco da Gama 3:5 Leomir, Roberto Bertuço, Romerito – Roberto Dinamite (3), Rômulo, Cláudio Adăo |

##### Kolejka 4
| Data          | Mecz                                                            |
| ------------- | --------------------------------------------------------------- |
| 6 lutego 1985 | Corinthians Paulista – Cruzeiro EC 1:1 Serginho – Joãozinho     |
| 6 lutego 1985 | Náutico – Guarani FC 1:3 Porto – Edmar (3)                      |
| 6 lutego 1985 | EC Bahia – Santa Cruz FC 3:0 Marinho, Ronaldo Marques, Róbson   |
| 6 lutego 1985 | SC Internacional – Fluminense FC 1:1 Kita – Delei               |
| 6 lutego 1985 | São Paulo – Botafogo FR 3:1 Careca, Newton, Geraldo – Renato    |
| 6 lutego 1985 | CR Vasco da Gama – Coritiba FBC 3:0 Roberto Dinamite (2), Vítor |
| 7 lutego 1985 | CR Flamengo – SE Palmeiras 1:0 Adílio                           |
| 7 lutego 1985 | Santos FC – Grêmio Porto Alegre 1:1 Humberto – Renato Gaúcho    |
| 7 lutego 1985 | Portuguesa – Atlético Mineiro 2:0 Mirandinha (2)                |
| 7 lutego 1985 | America FC – Goiás EC 0:0                                       |

##### Kolejka 5
| Data           | Mecz                                                                                            |
| -------------- | ----------------------------------------------------------------------------------------------- |
| 9 lutego 1985  | Fluminense FC – Cruzeiro EC 1:1 Romerito – Carlos Alberto Seixas                                |
| 9 lutego 1985  | Guarani FC – EC Bahia 4:1 Edmar (2), Niquinha, Neto – Nei s                                     |
| 10 lutego 1985 | Corinthians Paulista – Santos FC 1:0 Dunga                                                      |
| 10 lutego 1985 | SE Palmeiras – Portuguesa 2:1 Barbosa, Reinaldo Xavier – Ditinho s                              |
| 10 lutego 1985 | America FC – CR Vasco da Gama 1:2 Denílson – Roberto Dinamite (2)                               |
| 10 lutego 1985 | Coritiba FBC – Goiás EC 0:0                                                                     |
| 10 lutego 1985 | Botafogo FR – CR Flamengo 2:1 Leiz, Elói – Bebeto                                               |
| 10 lutego 1985 | Atlético Mineiro – São Paulo 4:2 Éder, Sérgio Araújo, Oliveira, Nelinho – Careca, Márcio Araújo |
| 10 lutego 1985 | Santa Cruz FC – Náutico 0:3 Nunes (2), Baiano                                                   |
| 10 lutego 1985 | Grêmio Porto Alegre – SC Internacional 2:0 Renato Gaúcho, Ademir                                |

##### Kolejka 6
| Data           | Mecz                                                                                            |
| -------------- | ----------------------------------------------------------------------------------------------- |
| 13 lutego 1985 | CR Vasco da Gama – Santa Cruz FC 1:1 Roberto Dinamite – Henágio                                 |
| 13 lutego 1985 | Guarani FC – Portuguesa 4:2 Edmar (3), Rubens Feijăo – Célio, Toninho                           |
| 13 lutego 1985 | SE Palmeiras – Cruzeiro EC 2:0 Barbosa, Mendonça                                                |
| 13 lutego 1985 | Náutico – Fluminense FC 1:0 Nunes                                                               |
| 13 lutego 1985 | Coritiba FBC – CR Flamengo 0:1 Gilmar                                                           |
| 13 lutego 1985 | EC Bahia – America FC 0:2 Lúcio (2)                                                             |
| 13 lutego 1985 | Atlético Mineiro – SC Internacional 1:0 Éverton                                                 |
| 13 lutego 1985 | São Paulo – Corinthians Paulista 0:2 Serginho, Joăo Paulo                                       |
| 13 lutego 1985 | Santos FC – Botafogo FR 2:2 Lino, Gilberto Costa – Cristiano, Berg                              |
| 13 lutego 1985 | Goiás EC – Grêmio Porto Alegre 2:2 Joãozinho Paulista, Cândido – Marcos Cidade s, Renato Gaúcho |

##### Kolejka 7
| Data           | Mecz                                                                  |
| -------------- | --------------------------------------------------------------------- |
| 23 lutego 1985 | SE Palmeiras – CR Vasco da Gama 1:1 Reinaldo Xavier – Cláudio Adăo    |
| 23 lutego 1985 | Corinthians Paulista – Portuguesa 2:0 Casagrande, Serginho            |
| 23 lutego 1985 | São Paulo – Fluminense FC 2:1 Pita, Sídnei – Assis                    |
| 23 lutego 1985 | America FC – CR Flamengo 0:1 Bebeto                                   |
| 23 lutego 1985 | Santa Cruz FC – Santos FC 1:0 Henágio                                 |
| 23 lutego 1985 | EC Bahia – Atlético Mineiro 0:0                                       |
| 23 lutego 1985 | Botafogo FR – Náutico 0:2 Nunes, Baiano                               |
| 23 lutego 1985 | Cruzeiro EC – Grêmio Porto Alegre 1:1 Tostăo – Roberto César          |
| 23 lutego 1985 | Goiás EC – Guarani FC 1:1 Rota – Joăo Paulo                           |
| 23 lutego 1985 | SC Internacional – Coritiba FBC 4:0 Luís Freire (2), Jussiê, Silvinho |

##### Kolejka 8
| Data           | Mecz                                                                      |
| -------------- | ------------------------------------------------------------------------- |
| 27 lutego 1985 | Santos FC – America FC 3:1 Lima (2), Humberto – Kel                       |
| 27 lutego 1985 | CR Flamengo – Fluminense FC 0:0                                           |
| 27 lutego 1985 | Guarani FC – CR Vasco da Gama 0:1 Rômulo                                  |
| 27 lutego 1985 | Náutico – Corinthians Paulista 0:0                                        |
| 27 lutego 1985 | Portuguesa – Coritiba FBC 1:0 Luís Pereira                                |
| 27 lutego 1985 | Atlético Mineiro – Goiás EC 2:1 Éverton, Reinaldo – Cacau                 |
| 27 lutego 1985 | Grêmio Porto Alegre – EC Bahia 0:0                                        |
| 27 lutego 1985 | São Paulo – Santa Cruz FC 2:1 Müller, Careca – Roberto                    |
| 27 lutego 1985 | SC Internacional – SE Palmeiras 2:1 Silvinho, Rubén Paz – Reinaldo Xavier |
| 27 lutego 1985 | Botafogo FR – Cruzeiro EC 1:3 Helinho – Carlos Alberto Seixas (3)         |

##### Kolejka 9
| Data         | Mecz                                                                               |
| ------------ | ---------------------------------------------------------------------------------- |
| 2 marca 1985 | Fluminense FC – Goiás EC 2:0 Romerito, Getúlio                                     |
| 2 marca 1985 | Corinthians Paulista – EC Bahia 2:0 Serginho, Paulo César                          |
| 3 marca 1985 | SE Palmeiras – Santos FC 1:2 Mendonça – Humberto, Lino                             |
| 3 marca 1985 | Guarani FC – CR Flamengo 1:0 Edmar                                                 |
| 3 marca 1985 | Santa Cruz FC – SC Internacional 3:1 Marlon, Henágio, Carlos Roberto – Marcelo     |
| 3 marca 1985 | Coritiba FBC – Náutico 2:0 Índio, Édson                                            |
| 3 marca 1985 | Atlético Mineiro – Cruzeiro EC 2:0 Nelinho, Oliveira                               |
| 3 marca 1985 | CR Vasco da Gama – Botafogo FR 1:3 Mauricinho – Elói (2), Alemăo                   |
| 3 marca 1985 | America FC – Portuguesa 3:1 Cléo, Luisinho, Moreno – Jorginho                      |
| 3 marca 1985 | Grêmio Porto Alegre – São Paulo 2:2 Valdo, Luís Fernando Paulista – Vizolli, Oscar |

##### Kolejka 10
| Data         | Mecz                                                                       |
| ------------ | -------------------------------------------------------------------------- |
| 6 marca 1985 | Goiás EC – Corinthians Paulista 0:4 Casagrande (2), Paulo César, Zenon     |
| 6 marca 1985 | Santos FC – Coritiba FBC 1:0 Formiga                                       |
| 6 marca 1985 | São Paulo – America FC 1:0 Careca                                          |
| 6 marca 1985 | Cruzeiro EC – Santa Cruz FC 2:0 Dedé de Dora, Eduardo                      |
| 6 marca 1985 | EC Bahia – Fluminense FC 0:0                                               |
| 6 marca 1985 | CR Vasco da Gama – Atlético Mineiro 1:2 Cláudio Adăo – Éder, Paulo Isidoro |
| 6 marca 1985 | Portuguesa – Botafogo FR 0:1 Cláudio                                       |
| 6 marca 1985 | SC Internacional – Guarani FC 3:1 Silvinho, Mauro Galvăo, Ademir – Edmar   |
| 6 marca 1985 | Náutico – SE Palmeiras 2:1 Neto, Édson Gaúcho – Mendonça                   |
| 7 marca 1985 | CR Flamengo – Grêmio Porto Alegre 1:0 Marquinho Carioca                    |

##### Tabela grupy A – pierwszy etap
| Poz | Klub                 | Mecze | Zw | Rem | Por | Pkt | BrZd | BrStr |
| --- | -------------------- | ----- | -- | --- | --- | --- | ---- | ----- |
| 1   | Atlético Mineiro     | 10    | 6  | 3   | 1   | 15  | 17   | 8     |
| 2   | Corinthians Paulista | 10    | 5  | 3   | 2   | 13  | 14   | 6     |
| 3   | Guarani FC           | 10    | 5  | 2   | 3   | 12  | 17   | 12    |
| 4   | Grêmio Porto Alegre  | 10    | 3  | 6   | 1   | 12  | 13   | 9     |
| 5   | Botafogo FR          | 10    | 4  | 2   | 4   | 10  | 14   | 16    |
| 6   | Fluminense FC        | 10    | 3  | 4   | 3   | 10  | 12   | 11    |
| 7   | SE Palmeiras         | 10    | 3  | 2   | 5   | 8   | 13   | 14    |
| 8   | Coritiba FBC         | 10    | 3  | 1   | 6   | 7   | 8    | 14    |
| 9   | America FC           | 10    | 2  | 2   | 6   | 6   | 8    | 15    |
| 10  | Santa Cruz FC        | 10    | 2  | 2   | 6   | 6   | 8    | 20    |

##### Tabela grupy B – pierwszy etap
| Poz | Klub             | Mecze | Zw | Rem | Por | Pkt | BrZd | BrStr |
| --- | ---------------- | ----- | -- | --- | --- | --- | ---- | ----- |
| 1   | CR Flamengo      | 10    | 6  | 2   | 2   | 14  | 12   | 5     |
| 2   | SC Internacional | 10    | 6  | 1   | 3   | 13  | 18   | 9     |
| 3   | CR Vasco da Gama | 10    | 4  | 3   | 3   | 11  | 18   | 16    |
| 4   | Náutico          | 10    | 4  | 3   | 3   | 11  | 11   | 9     |
| 5   | São Paulo        | 10    | 4  | 2   | 4   | 10  | 17   | 19    |
| 6   | Santos FC        | 10    | 4  | 2   | 4   | 10  | 11   | 13    |
| 7   | Cruzeiro EC      | 10    | 3  | 4   | 3   | 10  | 11   | 10    |
| 8   | EC Bahia         | 10    | 3  | 4   | 3   | 10  | 8    | 10    |
| 9   | Portuguesa       | 10    | 2  | 2   | 6   | 6   | 9    | 16    |
| 10  | Goiás EC         | 10    | 1  | 4   | 5   | 6   | 10   | 17    |

#### Drugi etap

##### Kolejka 1
| Data          | Mecz                                                                                      |
| ------------- | ----------------------------------------------------------------------------------------- |
| 9 marca 1985  | CR Vasco da Gama – Corinthians Paulista 1:0 Mauricinho                                    |
| 9 marca 1985  | São Paulo – Coritiba FBC 0:1 Heraldo                                                      |
| 9 marca 1985  | Portuguesa – Santa Cruz FC 3:1 Toninho, Jérson, Edu Marangon – Roberto                    |
| 9 marca 1985  | Goiás EC – Botafogo FR 4:1 Cacau (2), Claudinho (2) – Elói                                |
| 10 marca 1985 | SC Internacional – America FC 1:0 Marcelo                                                 |
| 10 marca 1985 | Santos FC – Fluminense FC 1:1 Formiga – Washington                                        |
| 10 marca 1985 | SE Palmeiras – EC Bahia 1:2 Vágner – Toinzinho, Róbson                                    |
| 10 marca 1985 | Cruzeiro EC – Guarani FC 1:1 Dedé de Dora – Chiquinho                                     |
| 10 marca 1985 | Náutico – Grêmio Porto Alegre 3:2 Nunes, Baiano, Heitor – Luís Fernando Paulista, Osvaldo |
| 10 marca 1985 | CR Flamengo – Atlético Mineiro 0:1 Oliveira                                               |

##### Kolejka 2
| Data          | Mecz                                                                                 |
| ------------- | ------------------------------------------------------------------------------------ |
| 13 marca 1985 | CR Flamengo – Santa Cruz FC 7:0 Marquinho Carioca (3), Chiquinho (2), Bebeto, Adílio |
| 13 marca 1985 | SC Internacional – Corinthians Paulista 1:1 André Luís – Casagrande                  |
| 13 marca 1985 | São Paulo – Guarani FC 3:3 Careca (2), Müller – Neto, Júlio César, Edmar             |
| 13 marca 1985 | Náutico – America FC 1:1 Rogério – Cléo                                              |
| 13 marca 1985 | Cruzeiro EC – Coritiba FBC 2:3 Dedé de Dora, Carlinhos – Índio (2), Paulinho         |
| 13 marca 1985 | Goiás EC – SE Palmeiras 1:0 Péricles                                                 |
| 13 marca 1985 | EC Bahia – Botafogo FR 2:0 Ademir Patrício, Róbson                                   |
| 13 marca 1985 | Portuguesa – Fluminense FC 2:2 Jorginho, Célio – Tato, Assis                         |
| 14 marca 1985 | Santos FC – Atlético Mineiro 2:0 Lima (2)                                            |
| 14 marca 1985 | CR Vasco da Gama – Grêmio Porto Alegre 1:0 Silvinho                                  |

##### Kolejka 3
| Data            | Mecz                                                                                       |
| --------------- | ------------------------------------------------------------------------------------------ |
| 3 kwietnia 1985 | Corinthians Paulista – CR Flamengo 1:1 Biro-Biro – Chiquinho                               |
| 3 kwietnia 1985 | Guarani FC – Santos FC 1:1 Neto – Lima                                                     |
| 16 marca 1985   | São Paulo – SE Palmeiras 4:4 Oscar, Careca, Müller, Pita – Mendonça (2), Ditinho, Jorginho |
| 16 marca 1985   | Botafogo FR – SC Internacional 1:0 Baltazar                                                |
| 17 marca 1985   | CR Vasco da Gama – Fluminense FC 2:1 Aírton, Silvinho – Ivă s                              |
| 17 marca 1985   | Coritiba FBC – EC Bahia 1:2 Lela – Celso, Leandro                                          |
| 17 marca 1985   | Santa Cruz FC – Goiás EC 2:0 Marlon, Henágio                                               |
| 17 marca 1985   | Grêmio Porto Alegre – Portuguesa 1:1 Luís Fernando Paulista – Jones                        |
| 17 marca 1985   | America FC – Cruzeiro EC 1:0 Luisinho                                                      |
| 17 marca 1985   | Atlético Mineiro – Náutico 5:1 Reinaldo (2), Nelinho, Éverton, Paulo Isidoro – Nunes       |

##### Kolejka 4
| Data          | Mecz                                                                 |
| ------------- | -------------------------------------------------------------------- |
| 20 marca 1985 | Grêmio Porto Alegre – Santos FC 3:0 Valdo (2), Osvaldo               |
| 20 marca 1985 | Santa Cruz FC – EC Bahia 1:1 Marlon – Toinzinho                      |
| 20 marca 1985 | SE Palmeiras – CR Flamengo 2:2 Hélio, Barbosa – Chiquinho, Maxwell s |
| 20 marca 1985 | Guarani FC – Náutico 1:0 Neto                                        |
| 20 marca 1985 | Atlético Mineiro – Portuguesa 1:0 Éverton                            |
| 20 marca 1985 | Botafogo FR – São Paulo 3:1 Helinho (2), Elói – Careca               |
| 20 marca 1985 | Goiás EC – America FC 3:0 Cacau, Tatau, Carlos Alberto               |
| 20 marca 1985 | Coritiba FBC – CR Vasco da Gama 0:0                                  |
| 21 marca 1985 | Fluminense FC – SC Internacional 1:0 Delei                           |
| 21 marca 1985 | Cruzeiro EC – Corinthians Paulista 1:1 Edu Lima – Serginho           |

##### Kolejka 5
| Data          | Mecz                                                                                           |
| ------------- | ---------------------------------------------------------------------------------------------- |
| 23 marca 1985 | São Paulo – Atlético Mineiro 1:1 Silas – Nelinho                                               |
| 23 marca 1985 | CR Vasco da Gama – America FC 2:1 Rômulo, Roberto Dinamite – Paulo César                       |
| 24 marca 1985 | CR Flamengo – Botafogo FR 6:1 Adalberto (2), Gilmar, Chiquinho, Adílio, Hęider – Elói          |
| 24 marca 1985 | Cruzeiro EC – Fluminense FC 0:1 Assis                                                          |
| 24 marca 1985 | SC Internacional – Grêmio Porto Alegre 0:1 Luís Fernando Paulista                              |
| 24 marca 1985 | Náutico – Santa Cruz FC 4:3 Ademir Lobo (2), Manguinha, Nunes – Carlinhos, Marlon, Zé do Carmo |
| 24 marca 1985 | Portuguesa – SE Palmeiras 0:0                                                                  |
| 24 marca 1985 | EC Bahia – Guarani FC 1:0 Marinho                                                              |
| 24 marca 1985 | Santos FC – Corinthians Paulista 0:0                                                           |
| 24 marca 1985 | Goiás EC – Coritiba FBC 0:2 Lela, Vicente                                                      |

##### Kolejka 6
| Data          | Mecz                                                                         |
| ------------- | ---------------------------------------------------------------------------- |
| 27 marca 1985 | CR Flamengo – Coritiba FBC 0:1 Marildo                                       |
| 27 marca 1985 | America FC – EC Bahia 1:1 Maurício – Celso                                   |
| 27 marca 1985 | Cruzeiro EC – SE Palmeiras 1:1 Dedé de Dora – Jorginho                       |
| 27 marca 1985 | Grêmio Porto Alegre – Goiás EC 0:1 Rota                                      |
| 27 marca 1985 | Santa Cruz FC – CR Vasco da Gama 1:2 Zé do Carmo – Roberto Dinamite, Geovani |
| 27 marca 1985 | Portuguesa – Guarani FC 0:0                                                  |
| 27 marca 1985 | Corinthians Paulista – São Paulo 1:2 Joăo Paulo – Oscar, Müller              |
| 27 marca 1985 | Botafogo FR – Santos FC 1:0 Cristiano                                        |
| 27 marca 1985 | SC Internacional – Atlético Mineiro 1:0 André Luís                           |
| 27 marca 1985 | Fluminense FC – Náutico 0:1 Nunes                                            |

##### Kolejka 7
| Data          | Mecz                                                                             |
| ------------- | -------------------------------------------------------------------------------- |
| 30 marca 1985 | America FC – CR Flamengo 2:3 Moreno, Heriberto – Bebeto (2), Serginho s          |
| 30 marca 1985 | Náutico – Botafogo FR 1:2 Baiano – Elói, Berg                                    |
| 31 marca 1985 | Coritiba FBC – SC Internacional 0:0                                              |
| 31 marca 1985 | Portuguesa – Corinthians Paulista 0:2 Casagrande, Paulo César                    |
| 31 marca 1985 | CR Vasco da Gama – SE Palmeiras 0:1 Hélio                                        |
| 31 marca 1985 | Atlético Mineiro – EC Bahia 2:3 Elzo, Nelinho – Marinho, Ronaldo Marques, Róbson |
| 31 marca 1985 | Fluminense FC – São Paulo 1:2 Renê – Sídnei, Newton                              |
| 31 marca 1985 | Grêmio Porto Alegre – Cruzeiro EC 0:0                                            |
| 31 marca 1985 | Guarani FC – Goiás EC 1:1 Niquinha – Joãozinho Paulista                          |
| 31 marca 1985 | Santos FC – Santa Cruz FC 3:1 Lima, Ataliba, Márcio – Marlon                     |

##### Kolejka 8
| Data            | Mecz                                                                             |
| --------------- | -------------------------------------------------------------------------------- |
| 6 kwietnia 1985 | SE Palmeiras – SC Internacional 2:2 Mário Sérgio, Jorginho – Marcelo, Aloísio    |
| 6 kwietnia 1985 | America FC – Santos FC 2:3 Renato, Moreno – Lima (2), Formiga                    |
| 7 kwietnia 1985 | Corinthians Paulista – Náutico 2:0 Biro-Biro, Joăo Paulo                         |
| 7 kwietnia 1985 | Fluminense FC – CR Flamengo 1:1 Assis – Bebeto                                   |
| 7 kwietnia 1985 | Cruzeiro EC – Botafogo FR 3:0 Carlos Alberto Seixas (2), Carlinhos               |
| 7 kwietnia 1985 | Coritiba FBC – Portuguesa 0:2 Toninho, Jones                                     |
| 7 kwietnia 1985 | CR Vasco da Gama – Guarani FC 0:0                                                |
| 7 kwietnia 1985 | Goiás EC – Atlético Mineiro 0:0                                                  |
| 7 kwietnia 1985 | EC Bahia – Grêmio Porto Alegre 4:1 Ronaldo Marques (2), Celso, Marinho – Tarciso |
| 7 kwietnia 1985 | Santa Cruz FC – São Paulo 2:3 Marlon, Roberto – Careca (2), Silas                |

##### Kolejka 9
| Data             | Mecz                                                                            |
| ---------------- | ------------------------------------------------------------------------------- |
| 10 kwietnia 1985 | Botafogo FR – CR Vasco da Gama 1:2 Elói – Roberto Dinamite, Aírton              |
| 10 kwietnia 1985 | Portuguesa – America FC 1:1 Edu Marangon – Cléo                                 |
| 10 kwietnia 1985 | SC Internacional – Santa Cruz FC 3:0 Kita (2), Balalo                           |
| 10 kwietnia 1985 | Náutico – Coritiba FBC 2:0 Neto, Baiano                                         |
| 10 kwietnia 1985 | EC Bahia – Corinthians Paulista 2:0 Marinho, Ronaldo Marques                    |
| 10 kwietnia 1985 | Cruzeiro EC – Atlético Mineiro 3:2 Edu Lima (2), Tostăo – Marcus Vinícius, Éder |
| 10 kwietnia 1985 | Goiás EC – Fluminense FC 0:2 Romerito, Washington                               |
| 10 kwietnia 1985 | Santos FC – SE Palmeiras 1:1 Toninho Carlos – Barbosa                           |
| 10 kwietnia 1985 | São Paulo – Grêmio Porto Alegre 2:2 Silas, Careca – Caio, Bonamigo              |
| 10 kwietnia 1985 | CR Flamengo – Guarani FC 1:2 Adílio – Ricardo Rocha, Edmar                      |

##### Kolejka 10
| Data             | Mecz                                                                        |
| ---------------- | --------------------------------------------------------------------------- |
| 13 kwietnia 1985 | Botafogo FR – Portuguesa 2:1 Helinho, Renato – Jones                        |
| 14 kwietnia 1985 | Corinthians Paulista – Goiás EC 2:1 Zenon, Casagrande – Zé Teodoro          |
| 14 kwietnia 1985 | Coritiba FBC – Santos FC 2:1 Lela, Vavá – Márcio                            |
| 14 kwietnia 1985 | Guarani FC – SC Internacional 1:1 Rubens Feijăo – Silvinho                  |
| 14 kwietnia 1985 | SE Palmeiras – Náutico 3:1 Barbosa, Jorginho, Reinaldo Xavier – Ademir Lobo |
| 14 kwietnia 1985 | Santa Cruz FC – Cruzeiro EC 2:1 Marlon (2) – Dedé de Dora                   |
| 14 kwietnia 1985 | Fluminense FC – EC Bahia 2:1 Washington (2) – Marinho                       |
| 14 kwietnia 1985 | Grêmio Porto Alegre – CR Flamengo 2:0 Osvaldo, Caio Júnior                  |
| 14 kwietnia 1985 | America FC – São Paulo 2:1 Luisinho, Zó – Careca                            |
| 14 kwietnia 1985 | Atlético Mineiro – CR Vasco da Gama 1:0 Reinaldo                            |

##### Tabela grupy A – drugi etap
| Poz | Klub                 | Mecze | Zw | Rem | Por | Pkt | BrZd | BrStr |
| --- | -------------------- | ----- | -- | --- | --- | --- | ---- | ----- |
| 1   | Coritiba FBC         | 10    | 5  | 2   | 3   | 12  | 10   | 9     |
| 2   | Fluminense FC        | 10    | 4  | 3   | 3   | 11  | 12   | 10    |
| 3   | Guarani FC           | 10    | 2  | 7   | 1   | 11  | 10   | 9     |
| 4   | Botafogo FR          | 10    | 5  | 0   | 5   | 10  | 12   | 20    |
| 5   | Atlético Mineiro     | 10    | 4  | 2   | 4   | 10  | 13   | 11    |
| 6   | Corinthians Paulista | 10    | 3  | 4   | 3   | 10  | 10   | 9     |
| 7   | SE Palmeiras         | 10    | 2  | 6   | 2   | 10  | 15   | 14    |
| 8   | Grêmio Porto Alegre  | 10    | 3  | 3   | 4   | 9   | 12   | 12    |
| 9   | America FC           | 10    | 2  | 3   | 5   | 7   | 11   | 16    |
| 10  | Santa Cruz FC        | 10    | 2  | 1   | 7   | 5   | 13   | 27    |

##### Tabela grupy B – drugi etap
| Poz | Klub             | Mecze | Zw | Rem | Por | Pkt | BrZd | BrStr |
| --- | ---------------- | ----- | -- | --- | --- | --- | ---- | ----- |
| 1   | EC Bahia         | 10    | 7  | 2   | 1   | 16  | 19   | 9     |
| 2   | CR Vasco da Gama | 10    | 6  | 2   | 2   | 14  | 10   | 6     |
| 3   | Goiás EC         | 10    | 4  | 2   | 4   | 10  | 11   | 10    |
| 4   | SC Internacional | 10    | 3  | 4   | 3   | 10  | 9    | 7     |
| 5   | Santos FC        | 10    | 3  | 4   | 3   | 10  | 12   | 12    |
| 6   | São Paulo        | 10    | 3  | 4   | 3   | 10  | 19   | 20    |
| 7   | Náutico          | 10    | 4  | 1   | 5   | 9   | 14   | 19    |
| 8   | CR Flamengo      | 10    | 3  | 3   | 4   | 9   | 21   | 13    |
| 9   | Portuguesa       | 10    | 2  | 5   | 3   | 9   | 10   | 10    |
| 10  | Cruzeiro EC      | 10    | 2  | 4   | 4   | 8   | 12   | 12    |

#### Tabela sumaryczna grupy A
| Poz | Klub                 | Mecze | Zw | Rem | Por | Pkt | BrZd | BrStr |
| --- | -------------------- | ----- | -- | --- | --- | --- | ---- | ----- |
| 1   | Atlético Mineiro     | 20    | 10 | 5   | 5   | 25  | 30   | 19    |
| 2   | Corinthians Paulista | 20    | 8  | 7   | 5   | 23  | 24   | 15    |
| 3   | Guarani FC           | 20    | 7  | 9   | 4   | 23  | 27   | 21    |
| 4   | Fluminense FC        | 20    | 7  | 7   | 6   | 21  | 24   | 21    |
| 5   | Grêmio Porto Alegre  | 20    | 6  | 9   | 5   | 21  | 25   | 21    |
| 6   | Botafogo FR          | 20    | 9  | 2   | 9   | 20  | 26   | 36    |
| 7   | Coritiba FBC         | 20    | 8  | 3   | 9   | 19  | 18   | 23    |
| 8   | SE Palmeiras         | 20    | 5  | 8   | 7   | 18  | 28   | 28    |
| 9   | America FC           | 20    | 4  | 5   | 11  | 13  | 19   | 31    |
| 10  | Santa Cruz FC        | 20    | 4  | 3   | 13  | 11  | 21   | 47    |

#### Tabela sumaryczna grupy B
| Poz | Klub             | Mecze | Zw | Rem | Por | Pkt | BrZd | BrStr |
| --- | ---------------- | ----- | -- | --- | --- | --- | ---- | ----- |
| 1   | EC Bahia         | 20    | 10 | 6   | 4   | 26  | 27   | 19    |
| 2   | CR Vasco da Gama | 20    | 10 | 5   | 5   | 25  | 28   | 22    |
| 3   | CR Flamengo      | 20    | 9  | 5   | 6   | 23  | 33   | 18    |
| 4   | SC Internacional | 20    | 9  | 5   | 6   | 23  | 27   | 16    |
| 5   | Náutico          | 20    | 8  | 4   | 8   | 20  | 25   | 28    |
| 5   | Náutico          | 20    | 8  | 4   | 8   | 20  | 25   | 28    |
| 7   | São Paulo        | 20    | 7  | 6   | 7   | 20  | 36   | 39    |
| 8   | Cruzeiro EC      | 20    | 5  | 8   | 7   | 18  | 23   | 22    |
| 9   | Goiás EC         | 20    | 5  | 6   | 9   | 16  | 21   | 27    |
| 10  | Portuguesa       | 20    | 4  | 7   | 9   | 15  | 19   | 26    |

### Grupa C
Do ćwierćfinału awansowały 4 kluby – dwaj zwycięzcy etapów oraz dwa najlepsze kluby w tabeli sumarycznej. Ponieważ w drugim etapie zwyciężył mistrz pierwszego etapu, do ćwierćfinału awansował wicemistrz drugiego etapu.

#### Pierwszy etap

##### Kolejka 1
| Data             | Mecz                                                                     |
| ---------------- | ------------------------------------------------------------------------ |
| 27 stycznia 1985 | Botafogo João Pessoa – Sampaio Corrêa FC 1:0 Miro Oliveira               |
| 27 stycznia 1985 | CS Sergipe – Nacional FC 2:1 Rivaldo, Cacauzinho – Carlos Alberto Garcia |
| 27 stycznia 1985 | Sport Recife – EC Flamengo 1:0 Luís Carlos                               |
| 27 stycznia 1985 | ABC FC – Paysandu SC 1:1 Jorge Demolidor – Chico Spina                   |
| 27 stycznia 1985 | Ceará SC – Clube do Remo 3:0 Volnei (2), Assis Paraíba                   |
| 28 stycznia 1985 | CS Alagoano – Mixto EC 0:1 Geraldăo                                      |

##### Kolejka 2
| Data             | Mecz                                                                         |
| ---------------- | ---------------------------------------------------------------------------- |
| 30 stycznia 1985 | CS Sergipe – Mixto EC 0:1 Luisinho                                           |
| 30 stycznia 1985 | ABC FC – Clube do Remo 2:1 Jorge Demolidor, Tiăo – Dadinho                   |
| 30 stycznia 1985 | Sport Recife – Sampaio Corrêa FC 4:1 Joãozinho (2), Luís Carlos (2) – Renato |
| 30 stycznia 1985 | Botafogo João Pessoa – EC Flamengo 1:0 Carioca                               |
| 30 stycznia 1985 | Ceará SC – Paysandu SC 1:1 Volnei – Cabinho                                  |
| 31 stycznia 1985 | CS Alagoano – Nacional FC 4:0 Frank (2), Jacozinho, Marcăo s                 |

##### Kolejka 3
| Data          | Mecz                                                            |
| ------------- | --------------------------------------------------------------- |
| 2 lutego 1985 | Paysandu SC – Sport Recife 0:1 Zé Guimarăes                     |
| 3 lutego 1985 | Clube do Remo – Botafogo João Pessoa 1:1 Dadinho – Carioca      |
| 3 lutego 1985 | EC Flamengo – CS Alagoano 1:0 Etevaldo                          |
| 3 lutego 1985 | Mixto EC – ABC FC 0:0                                           |
| 3 lutego 1985 | Nacional FC – Ceará SC 1:0 Bendelack                            |
| 3 lutego 1985 | Sampaio Corrêa FC – CS Sergipe 2:2 Renato (2) – Nílson Adăo (2) |

##### Kolejka 4
| Data          | Mecz                                                                    |
| ------------- | ----------------------------------------------------------------------- |
| 6 lutego 1985 | Clube do Remo – Sport Recife 0:1 Luís Carlos                            |
| 6 lutego 1985 | Nacional FC – ABC FC 4:0 China (2), Carlos Alberto Garcia, Zé Adílson s |
| 6 lutego 1985 | Mixto EC – Ceará SC 0:1 Volnei                                          |
| 6 lutego 1985 | Sampaio Corrêa FC – CS Alagoano 1:1 Jorginho – Zé Carlos                |
| 6 lutego 1985 | EC Flamengo – CS Sergipe 0:0                                            |
| 6 lutego 1985 | Paysandu SC – Botafogo João Pessoa 0:0                                  |

##### Kolejka 5
| Data           | Mecz                                                             |
| -------------- | ---------------------------------------------------------------- |
| 10 lutego 1985 | Botafogo João Pessoa – Sport Recife 0:0                          |
| 10 lutego 1985 | CS Alagoano – CS Sergipe 1:0 Frank                               |
| 10 lutego 1985 | EC Flamengo – Mixto EC 1:2 Joniel – Sérgio Luís, Cláudio Barbosa |
| 10 lutego 1985 | ABC FC – Ceará SC 1:1 Jorge Demolidor – Anselmo                  |
| 10 lutego 1985 | Paysandu SC – Nacional FC 3:0 Marcos Nogueira (2), Cabinho       |
| 10 lutego 1985 | Sampaio Corrêa FC – Clube do Remo 1:1 Mateus – Dadinho           |

##### Kolejka 6
| Data           | Mecz                                                                                     |
| -------------- | ---------------------------------------------------------------------------------------- |
| 13 lutego 1985 | Mixto EC – Paysandu SC 1:1 Cláudio Barbosa – Cabinho                                     |
| 13 lutego 1985 | Nacional FC – Sampaio Corrêa FC 3:2 Carlos Alberto Garcia (2), Dario – Meinha, Dagoberto |
| 13 lutego 1985 | Ceará SC – CS Alagoano 2:2 Amauri, Bezerra – Frank (2)                                   |
| 13 lutego 1985 | CS Sergipe – Botafogo João Pessoa 0:1 Escurinho                                          |
| 13 lutego 1985 | Clube do Remo – EC Flamengo 1:1 Dadinho – Dias Pereira                                   |
| 13 lutego 1985 | Sport Recife – ABC FC 3:0 Eusébio (2), Zé Guimarăes                                      |

##### Kolejka 7
| Data           | Mecz                                                        |
| -------------- | ----------------------------------------------------------- |
| 24 lutego 1985 | Sport Recife – CS Sergipe 4:0 Luís Carlos (3), Zé Guimarăes |
| 24 lutego 1985 | Paysandu SC – Clube do Remo 1:0 Chico Spina                 |
| 24 lutego 1985 | CS Alagoano – ABC FC 2:1 Luisăo (2) – Arildo                |
| 24 lutego 1985 | Botafogo João Pessoa – Ceará SC 0:0                         |
| 24 lutego 1985 | Nacional FC – Mixto EC 1:2 Dario – Humberto, Joăo Paulo     |
| 24 lutego 1985 | Sampaio Corrêa FC – EC Flamengo 2:0 Renato, Eduardo         |

##### Kolejka 8
| Data           | Mecz                                                       |
| -------------- | ---------------------------------------------------------- |
| 27 lutego 1985 | Clube do Remo – Mixto EC 1:1 Mesquinha – Cláudio Barbosa   |
| 27 lutego 1985 | CS Sergipe – ABC FC 2:1 Nílson Adăo, Índio – Arildo        |
| 27 lutego 1985 | Sampaio Corrêa FC – Paysandu SC 1:1 Mateus – Duarte        |
| 27 lutego 1985 | EC Flamengo – Nacional FC 1:0 Dias Pereira                 |
| 27 lutego 1985 | Botafogo João Pessoa – CS Alagoano 1:1 Carioca – Zé Carlos |
| 27 lutego 1985 | Sport Recife – Ceará SC 1:0 Luís Carlos                    |

##### Kolejka 9
| Data         | Mecz                                                                                   |
| ------------ | -------------------------------------------------------------------------------------- |
| 3 marca 1985 | ABC FC – Botafogo João Pessoa 3:0 Leandro, Arildo, Zé Adílson                          |
| 3 marca 1985 | CS Alagoano – Sport Recife 0:2 Joãozinho, Zé Guimarăes                                 |
| 3 marca 1985 | EC Flamengo – Paysandu SC 1:1 Sena – Cabinho                                           |
| 3 marca 1985 | Ceará SC – CS Sergipe 3:0 Neném (3)                                                    |
| 3 marca 1985 | Mixto EC – Sampaio Corrêa FC 1:1 Gílson Bonfim – Mateus                                |
| 3 marca 1985 | Nacional FC – Clube do Remo 4:2 Dario (2), Carlos Alberto Garcia, Edu – Nildo, Dadinho |

##### Kolejka 10
| Data         | Mecz                                                                                      |
| ------------ | ----------------------------------------------------------------------------------------- |
| 6 marca 1985 | CS Alagoano – Paysandu SC 2:1 Miguelzinho, Ednaldo – Marcos Nogueira                      |
| 6 marca 1985 | CS Sergipe – Clube do Remo 0:2 Dadinho, Mesquinha                                         |
| 6 marca 1985 | ABC FC – Sampaio Corrêa FC 1:0 Baltasar                                                   |
| 6 marca 1985 | Ceará SC – EC Flamengo 2:1 Bezerra, Catinha – China                                       |
| 6 marca 1985 | Botafogo João Pessoa – Mixto EC 3:1 Miguel Amaral, Miro Oliveira, Carioca – Gílson Bonfim |
| 7 marca 1985 | Sport Recife – Nacional FC 1:0 Eusébio                                                    |

##### Kolejka 11
| Data          | Mecz                                                                      |
| ------------- | ------------------------------------------------------------------------- |
| 9 marca 1985  | Clube do Remo – CS Alagoano 1:3 Amauri – Josenílton, Joãozinho, Zé Carlos |
| 10 marca 1985 | Nacional FC – Botafogo João Pessoa 1:1 Marcăo – Luís Fernando             |
| 10 marca 1985 | EC Flamengo – ABC FC 1:0 Sena                                             |
| 10 marca 1985 | Mixto EC – Sport Recife 2:1 Gílson Bonfim, Clóvis – Zé Guimarăes          |
| 10 marca 1985 | Sampaio Corrêa FC – Ceará SC 1:1 Mateus – Neném                           |
| 10 marca 1985 | Paysandu SC – CS Sergipe 1:0 Cabinho                                      |

##### Tabela grupy C – pierwszy etap
| Poz | Klub                 | Mecze | Zw | Rem | Por | Pkt | BrZd | BrStr |
| --- | -------------------- | ----- | -- | --- | --- | --- | ---- | ----- |
| 1   | Sport Recife         | 11    | 9  | 1   | 1   | 19  | 19   | 3     |
| 2   | Mixto EC             | 11    | 5  | 4   | 2   | 14  | 12   | 10    |
| 3   | Botafogo João Pessoa | 11    | 4  | 6   | 1   | 14  | 9    | 7     |
| 4   | CS Alagoano          | 11    | 5  | 3   | 3   | 13  | 16   | 11    |
| 5   | Ceará SC             | 11    | 4  | 5   | 2   | 13  | 14   | 8     |
| 6   | Paysandu SC          | 11    | 3  | 6   | 2   | 12  | 11   | 8     |
| 7   | Nacional FC          | 11    | 4  | 1   | 6   | 9   | 15   | 18    |
| 8   | EC Flamengo          | 11    | 3  | 3   | 5   | 9   | 7    | 10    |
| 9   | ABC FC               | 11    | 3  | 3   | 5   | 9   | 10   | 15    |
| 10  | Sampaio Corrêa FC    | 11    | 1  | 6   | 4   | 8   | 12   | 16    |
| 11  | CS Sergipe           | 11    | 2  | 2   | 7   | 6   | 6    | 17    |
| 12  | Clube do Remo        | 11    | 1  | 4   | 6   | 6   | 10   | 18    |

#### Drugi etap

##### Kolejka 1
| Data          | Mecz                                                                                       |
| ------------- | ------------------------------------------------------------------------------------------ |
| 16 marca 1985 | Clube do Remo – Ceará SC 0:2 Volnei, Argeu                                                 |
| 16 marca 1985 | Sampaio Corrêa FC – Botafogo João Pessoa 1:2 Renato – Luís Fernando, Carioca               |
| 16 marca 1985 | Nacional FC – CS Sergipe 6:0 Freitas, Carlos Alberto Garcia, Marcăo, Edu, Dario, Bendelack |
| 16 marca 1985 | Mixto EC – CS Alagoano 1:0 Geraldăo                                                        |
| 16 marca 1985 | EC Flamengo – Sport Recife 0:1 Eusébio                                                     |
| 16 marca 1985 | Paysandu SC – ABC FC 0:1 Darci                                                             |

##### Kolejka 2
| Data          | Mecz                                                                                         |
| ------------- | -------------------------------------------------------------------------------------------- |
| 20 marca 1985 | Paysandu SC – Ceará SC 1:2 Careca – Rondinelli s, Josué                                      |
| 20 marca 1985 | Mixto EC – CS Sergipe 2:0 Joăo Paulo, Geraldăo                                               |
| 20 marca 1985 | Nacional FC – CS Alagoano 1:0 Josival s                                                      |
| 20 marca 1985 | Sampaio Corrêa FC – Sport Recife 2:4 Renato, Mateus – Douglas Onça (2), Mílton Cruz, Eusébio |
| 20 marca 1985 | EC Flamengo – Botafogo João Pessoa 1:1 Dias Pereira – Benazzi                                |
| 21 marca 1985 | Clube do Remo – ABC FC 1:0 Dadinho                                                           |

##### Kolejka 3
| Data          | Mecz                                                                               |
| ------------- | ---------------------------------------------------------------------------------- |
| 24 marca 1985 | ABC FC – Mixto EC 4:0 Arildo (3), Tiăo                                             |
| 24 marca 1985 | Ceará SC – Nacional FC 2:1 Argeu, Lira – Hidalgo                                   |
| 24 marca 1985 | Sport Recife – Paysandu SC 5:1 Eusébio (2), Zé Guimarăes (2), Valdir – Chico Spina |
| 24 marca 1985 | CS Sergipe – Sampaio Corrêa FC 4:0 Cícero (2), Cacau, Gena                         |
| 24 marca 1985 | Botafogo João Pessoa – Clube do Remo 1:0 Benazzi                                   |
| 24 marca 1985 | CS Alagoano – EC Flamengo 1:0 Zé Carlos                                            |

##### Kolejka 4
| Data          | Mecz                                                                            |
| ------------- | ------------------------------------------------------------------------------- |
| 27 marca 1985 | ABC FC – Nacional FC 2:4 Arildo (2) – Carlos Alberto Garcia (2), Freitas, Dario |
| 27 marca 1985 | CS Alagoano – Sampaio Corrêa FC 2:0 Café, Josenílton                            |
| 27 marca 1985 | CS Sergipe – EC Flamengo 0:0                                                    |
| 27 marca 1985 | Botafogo João Pessoa – Paysandu SC 0:0                                          |
| 27 marca 1985 | Ceará SC – Mixto EC 2:0 Volnei, Josué                                           |
| 28 marca 1985 | Sport Recife – Clube do Remo 2:0 Luís Carlos, Joãozinho                         |

##### Kolejka 5
| Data          | Mecz                                                              |
| ------------- | ----------------------------------------------------------------- |
| 31 marca 1985 | Sport Recife – Botafogo João Pessoa 1:2 Rômel – Dário, Escurinho  |
| 31 marca 1985 | Ceará SC – ABC FC 3:1 Bezerra, Lula, Josué – Capanema             |
| 31 marca 1985 | Mixto EC – EC Flamengo 1:0 Gílson Bonfim                          |
| 31 marca 1985 | CS Sergipe – CS Alagoano 2:2 Nílson Hora, Rivaldo – Zé Carlos (2) |
| 31 marca 1985 | Clube do Remo – Sampaio Corrêa FC 2:1 Dadinho, Bira – Beato       |
| 31 marca 1985 | Nacional FC – Paysandu SC 0:1 Cabinho                             |

##### Kolejka 6
| Data            | Mecz                                                                          |
| --------------- | ----------------------------------------------------------------------------- |
| 3 kwietnia 1985 | ABC FC – Sport Recife 1:3 Valério – Ângelo Augusto, Douglas Onça, Luís Carlos |
| 3 kwietnia 1985 | Sampaio Corrêa FC – Nacional FC 1:1 Jorginho – Raulino                        |
| 3 kwietnia 1985 | EC Flamengo – Clube do Remo 0:2 Dadinho (2)                                   |
| 3 kwietnia 1985 | Botafogo João Pessoa – CS Sergipe 1:1 Mariano – Cacau                         |
| 3 kwietnia 1985 | CS Alagoano – Ceará SC 2:0 Luisăo                                             |
| 3 kwietnia 1985 | Paysandu SC – Mixto EC 1:1 Nad – Cláudio Barbosa                              |

##### Kolejka 7
| Data            | Mecz                                                                       |
| --------------- | -------------------------------------------------------------------------- |
| 7 kwietnia 1985 | CS Sergipe – Sport Recife 0:1 Zé Guimarăes                                 |
| 7 kwietnia 1985 | Mixto EC – Nacional FC 2:2 Valdemir, Luisinho – Carlos Alberto Garcia, Edu |
| 7 kwietnia 1985 | Clube do Remo – Paysandu SC 0:3 Chico Spina (2), Marcos Nogueira           |
| 7 kwietnia 1985 | EC Flamengo – Sampaio Corrêa FC 2:0 China, Dias Pereira                    |
| 7 kwietnia 1985 | Ceará SC – Botafogo João Pessoa 2:1 Anselmo (2) – Benazzi                  |
| 7 kwietnia 1985 | ABC FC – CS Alagoano 0:0                                                   |

##### Kolejka 8
| Data             | Mecz |
| ---------------- | --- |
| 10 kwietnia 1985 | Nacional FC – EC Flamengo 3:1 Edu, Carlos Alberto Garcia, Freitas – Dias Pereira                                     |
| 10 kwietnia 1985 | Paysandu SC – Sampaio Corrêa FC 5:4 Cabinho (2), Chico Spina, Eduardo s, Edésio – Jorginho, Joãozinho, Beato, Santos |
| 10 kwietnia 1985 | Mixto EC – Clube do Remo 3:1 Geraldăo (2), Luisinho – Dadinho                                                        |
| 10 kwietnia 1985 | Ceará SC – Sport Recife 0:1 Déti                                                                                     |
| 10 kwietnia 1985 | CS Alagoano – Botafogo João Pessoa 5:1 Carlos Alberto, Zé Carlos, Josenílton, Luisăo, Agnaldo – Luís Fernando        |
| 10 kwietnia 1985 | ABC FC – CS Sergipe 4:1 Arildo (2), Capanema, Tiăo – Valença                                                         |

##### Kolejka 9
| Data             | Mecz                                                                            |
| ---------------- | ------------------------------------------------------------------------------- |
| 13 kwietnia 1985 | Paysandu SC – EC Flamengo 2:0 Marcos Nogueira, Careca                           |
| 14 kwietnia 1985 | Clube do Remo – Nacional FC 1:4 Dadinho – Dario (2), Raulino, Freitas           |
| 14 kwietnia 1985 | Botafogo João Pessoa – ABC FC 2:2 Luís Fernando, Joăo Carlos – Arildo, Capanema |
| 14 kwietnia 1985 | CS Sergipe – Ceará SC 0:1 Volnei                                                |
| 14 kwietnia 1985 | Sampaio Corrêa FC – Mixto EC 0:0                                                |
| 14 kwietnia 1985 | Sport Recife – CS Alagoano 3:1 Joãozinho (2), Luís Carlos – Veiga               |

##### Kolejka 10
| Data             | Mecz                                                               |
| ---------------- | ------------------------------------------------------------------ |
| 17 kwietnia 1985 | Nacional FC – Sport Recife 0:0                                     |
| 17 kwietnia 1985 | Mixto EC – Botafogo João Pessoa 1:0 Gílson Bonfim                  |
| 17 kwietnia 1985 | Sampaio Corrêa FC – ABC FC 2:1 Mateus, Beato – Capanema            |
| 17 kwietnia 1985 | Paysandu SC – CS Alagoano 0:0                                      |
| 18 kwietnia 1985 | Clube do Remo – CS Sergipe 2:1 Fernandinho, Paulinho – Nílson Hora |
| 28 kwietnia 1985 | Ceará SC – EC Flamengo 2:1 Catinha, Volnei – Sousa                 |

##### Kolejka 11
| Data             | Mecz                                                                      |
| ---------------- | ------------------------------------------------------------------------- |
| 21 kwietnia 1985 | ABC FC – EC Flamengo 1:2 Arildo – Sousa, Carlinhos                        |
| 21 kwietnia 1985 | CS Sergipe – Paysandu SC 0:1 Cabinho                                      |
| 21 kwietnia 1985 | Botafogo João Pessoa – Nacional FC 1:2 Miguel Amaral – Chiquinho, Freitas |
| 21 kwietnia 1985 | Sport Recife – Mixto EC 2:0 Luís Carlos, Douglas Onça                     |
| 21 kwietnia 1985 | CS Alagoano – Clube do Remo 3:0 Luisăo (2), Miguelzinho                   |
| 21 kwietnia 1985 | Ceará SC – Sampaio Corrêa FC 4:1 Volnei (2), Lira, Catinha – Meinha       |

##### Tabela grupy C – drugi etap
Ponieważ Sport Recife uzyskał już awans jako mistrz pierwszego etapu, w drugim etapie awansował klub, który zajął drugie miejsce w tabeli.
| Poz | Klub                 | Mecze | Zw | Rem | Por | Pkt | BrZd | BrStr |
| --- | -------------------- | ----- | -- | --- | --- | --- | ---- | ----- |
| 1   | Sport Recife         | 11    | 9  | 1   | 1   | 19  | 23   | 7     |
| 2   | Ceará SC             | 11    | 9  | 0   | 2   | 18  | 20   | 9     |
| 3   | Nacional FC          | 11    | 6  | 3   | 2   | 15  | 24   | 11    |
| 4   | CS Alagoano          | 11    | 5  | 3   | 3   | 13  | 16   | 8     |
| 5   | Paysandu SC          | 11    | 5  | 3   | 3   | 13  | 15   | 13    |
| 6   | Mixto EC             | 11    | 5  | 3   | 3   | 13  | 11   | 12    |
| 7   | Botafogo João Pessoa | 11    | 3  | 4   | 4   | 10  | 12   | 16    |
| 8   | Clube do Remo        | 11    | 4  | 0   | 7   | 8   | 9    | 20    |
| 9   | ABC FC               | 11    | 3  | 2   | 6   | 8   | 17   | 18    |
| 10  | EC Flamengo          | 11    | 2  | 2   | 7   | 6   | 7    | 14    |
| 11  | CS Sergipe           | 11    | 1  | 3   | 7   | 5   | 9    | 20    |
| 12  | Sampaio Corrêa FC    | 11    | 1  | 2   | 8   | 4   | 12   | 27    |

#### Tabela sumaryczna grupy C
| Poz | Klub                 | Mecze | Zw | Rem | Por | Pkt | BrZd | BrStr |
| --- | -------------------- | ----- | -- | --- | --- | --- | ---- | ----- |
| 1   | Sport Recife         | 22    | 18 | 2   | 2   | 38  | 42   | 10    |
| 2   | Ceará SC             | 22    | 13 | 5   | 4   | 31  | 34   | 17    |
| 3   | Mixto EC             | 22    | 10 | 7   | 5   | 27  | 23   | 22    |
| 4   | CS Alagoano          | 22    | 10 | 6   | 6   | 26  | 32   | 19    |
| 5   | Paysandu SC          | 22    | 8  | 9   | 5   | 25  | 26   | 21    |
| 6   | Nacional FC          | 22    | 10 | 4   | 8   | 24  | 39   | 29    |
| 7   | Botafogo João Pessoa | 22    | 7  | 10  | 5   | 24  | 21   | 23    |
| 8   | ABC FC               | 22    | 6  | 5   | 11  | 17  | 27   | 33    |
| 9   | EC Flamengo          | 22    | 5  | 5   | 12  | 15  | 14   | 24    |
| 10  | Clube do Remo        | 22    | 5  | 4   | 13  | 14  | 19   | 38    |
| 11  | Sampaio Corrêa FC    | 22    | 2  | 8   | 12  | 12  | 24   | 43    |
| 12  | CS Sergipe           | 22    | 3  | 5   | 14  | 11  | 15   | 37    |

### Grupa D
Do ćwierćfinału awansowały 4 kluby – dwaj zwycięzcy etapów oraz dwa najlepsze kluby w tabeli sumarycznej. Ponieważ w drugim etapie zwyciężył mistrz pierwszego etapu, do ćwierćfinału awansował wicemistrz drugiego etapu.

#### Pierwszy etap

##### Kolejka 1
| Data             | Mecz                                                                    |
| ---------------- | ----------------------------------------------------------------------- |
| 26 stycznia 1985 | AA Ponte Preta – Villa Nova AC 1:0 Jorge Mendonça                       |
| 27 stycznia 1985 | Joinville – Corumbaense FC 4:0 Vágner (2), Joăo Carlos Maringá, Nardela |
| 27 stycznia 1985 | Bangu AC – Brasília 1:0 Pingo                                           |
| 27 stycznia 1985 | AD Leônico – EC Pinheiros 0:0                                           |
| 27 stycznia 1985 | Desportiva Cariacica – Vila Nova FC 2:1 Paulistinha, Naldo – Bill       |
| 27 stycznia 1985 | Brasil Pelotas – Uberlândia 1:1 André – Fernando Roberto                |

##### Kolejka 2
| Data             | Mecz                                                       |
| ---------------- | ---------------------------------------------------------- |
| 30 stycznia 1985 | AA Ponte Preta – AD Leônico 3:0 Jorge Mendonça (2), Chicăo |
| 30 stycznia 1985 | EC Pinheiros – Villa Nova AC 1:0 Ferreira                  |
| 30 stycznia 1985 | Brasil Pelotas – Corumbaense FC 1:0 Canhotinho             |
| 30 stycznia 1985 | Joinville – Uberlândia 2:0 Vágner, Nardela                 |
| 30 stycznia 1985 | Desportiva Cariacica – Brasília 0:1 Vânder                 |
| 30 stycznia 1985 | Bangu AC – Vila Nova FC 2:0 Pingo, Fernando Macaé          |

##### Kolejka 3
| Data          | Mecz                                                                 |
| ------------- | -------------------------------------------------------------------- |
| 2 lutego 1985 | Vila Nova FC – AA Ponte Preta 1:2 Silva – Gersinho, Chicăo           |
| 3 lutego 1985 | Corumbaense FC – Bangu AC 0:1 Marinho                                |
| 3 lutego 1985 | Villa Nova AC – Brasil Pelotas 1:3 Zé Eduardo – Gílson, Lívio, André |
| 3 lutego 1985 | AD Leônico – Joinville 1:0 Ronaldo                                   |
| 3 lutego 1985 | Brasília – EC Pinheiros 0:0                                          |
| 3 lutego 1985 | Uberlândia – Desportiva Cariacica 1:2 Fernando Roberto – Naldo (2)   |

##### Kolejka 4
| Data          | Mecz                                                                 |
| ------------- | -------------------------------------------------------------------- |
| 6 lutego 1985 | Brasília – AA Ponte Preta 1:1 Vânder – Jorge Mendonça                |
| 6 lutego 1985 | Villa Nova AC – Joinville 0:3 Joăo Carlos Maringá, Reginaldo, Vágner |
| 6 lutego 1985 | Uberlândia – Bangu AC 1:2 Zé Carlos – Fernando Macaé, Marinho        |
| 6 lutego 1985 | Vila Nova FC – EC Pinheiros 3:2 Héber (2), Nélio – Jatobá, Ferreira  |
| 6 lutego 1985 | Corumbaense FC – Desportiva Cariacica 2:0 Radar, Ferrari             |
| 6 lutego 1985 | AD Leônico – Brasil Pelotas 2:1 Adaílton, Douglas – Gílson           |

##### Kolejka 5
| Data           | Mecz                                                                          |
| -------------- | ----------------------------------------------------------------------------- |
| 10 lutego 1985 | AA Ponte Preta – EC Pinheiros 2:1 Chicăo, Régis – Marinho                     |
| 10 lutego 1985 | Joinville – Brasil Pelotas 1:2 Joăo Carlos Maringá – Zezinho, Lívio           |
| 10 lutego 1985 | Villa Nova AC – Vila Nova FC 3:0 Osmar (2), Marco Aurélio                     |
| 10 lutego 1985 | Bangu AC – Desportiva Cariacica 4:1 Marinho (3), Fernando Macaé – Paulistinha |
| 10 lutego 1985 | AD Leônico – Corumbaense FC 0:0                                               |
| 10 lutego 1985 | Brasília – Uberlândia 1:1 Vânder – Zé Carlos                                  |

##### Kolejka 6
| Data           | Mecz                                                        |
| -------------- | ----------------------------------------------------------- |
| 13 lutego 1985 | Brasil Pelotas – AA Ponte Preta 2:0 Júnior Brasília, Gílson |
| 13 lutego 1985 | Corumbaense FC – Brasília 0:1 Cléber                        |
| 13 lutego 1985 | Desportiva Cariacica – Joinville 0:1 Joăo Carlos Maringá    |
| 13 lutego 1985 | Vila Nova FC – AD Leônico 0:1 Washington Luís               |
| 13 lutego 1985 | Uberlândia – Villa Nova AC 3:0 Zé Carlos (2), Carlos        |
| 13 lutego 1985 | EC Pinheiros – Bangu AC 1:1 Camargo – Ado                   |

##### Kolejka 7
| Data           | Mecz                                                                         |
| -------------- | ---------------------------------------------------------------------------- |
| 24 lutego 1985 | Brasília – Vila Nova FC 0:1 Héber                                            |
| 24 lutego 1985 | Joinville – Bangu AC 1:0 Nardela                                             |
| 24 lutego 1985 | EC Pinheiros – Brasil Pelotas 2:2 Zé Luís, Camargo – Toninho Fronza, Zezinho |
| 24 lutego 1985 | AA Ponte Preta – Desportiva Cariacica 2:0 Gersinho, Osmar                    |
| 24 lutego 1985 | Villa Nova AC – AD Leônico 2:0 Dario (own goal), Márcio                      |
| 24 lutego 1985 | Uberlândia – Corumbaense FC 2:0 Luisinho, Vargas                             |

##### Kolejka 8
| Data           | Mecz                                                                    |
| -------------- | ----------------------------------------------------------------------- |
| 27 lutego 1985 | Brasil Pelotas – Bangu AC 0:1 Marinho                                   |
| 27 lutego 1985 | AD Leônico – Uberlândia 3:1 Washington Luís, Douglas, Sebinho – Vivinho |
| 27 lutego 1985 | EC Pinheiros – Desportiva Cariacica 1:0 Camargo                         |
| 27 lutego 1985 | Vila Nova FC – Corumbaense FC 1:1 Héber – Amadeu                        |
| 27 lutego 1985 | AA Ponte Preta – Joinville 2:1 Adílson, Jorge Mendonça – Reginaldo      |
| 27 lutego 1985 | Villa Nova AC – Brasília 0:2 Kao Yen, Santos                            |

##### Kolejka 9
| Data         | Mecz                                                                                       |
| ------------ | ------------------------------------------------------------------------------------------ |
| 3 marca 1985 | Desportiva Cariacica – Brasil Pelotas 3:0 Tiziu, Tiăo, Luisinho das Arábias                |
| 3 marca 1985 | Corumbaense FC – Villa Nova AC 0:0                                                         |
| 3 marca 1985 | AD Leônico – Brasília 5:3 Washington Luís (2), Osni (2), Sivaldo – Kao Yen, Dario s, Ramón |
| 3 marca 1985 | Joinville – EC Pinheiros 1:0 Reginaldo                                                     |
| 3 marca 1985 | Uberlândia – Vila Nova FC 1:1 Vargas – Zé Henrique                                         |
| 3 marca 1985 | Bangu AC – AA Ponte Preta 0:0                                                              |

##### Kolejka 10
| Data         | Mecz                                                                        |
| ------------ | --------------------------------------------------------------------------- |
| 6 marca 1985 | Brasil Pelotas – Vila Nova FC 2:2 Lívio, Bira – Falcăo, Héber               |
| 6 marca 1985 | Bangu AC – Villa Nova AC 1:1 Márcio – Paulinho                              |
| 6 marca 1985 | AA Ponte Preta – Corumbaense FC 2:0 Cido, Adílson                           |
| 6 marca 1985 | EC Pinheiros – Uberlândia 2:0 Camargo (2)                                   |
| 6 marca 1985 | Desportiva Cariacica – AD Leônico 3:1 Tiăo (2), Luisinho das Arábias – Osni |
| 6 marca 1985 | Joinville – Brasília 1:0 Vágner                                             |

##### Kolejka 11
| Data          | Mecz                                                                 |
| ------------- | -------------------------------------------------------------------- |
| 10 marca 1985 | Corumbaense FC – EC Pinheiros 1:3 Negăo – Capităo (3)                |
| 10 marca 1985 | Uberlândia – AA Ponte Preta 0:0                                      |
| 10 marca 1985 | AD Leônico – Bangu AC 1:2 Washington Luís – Marinho, Pingo           |
| 10 marca 1985 | Vila Nova FC – Joinville 1:1 Zé Henrique – Joăo Carlos Maringá       |
| 10 marca 1985 | Villa Nova AC – Desportiva Cariacica 3:1 Paulinho (2), Márcio – Cacá |
| 10 marca 1985 | Brasília – Brasil Pelotas 3:2 Kao Yen, Santos, Ramón – Bira, Zezinho |

##### Tabela grupy D – pierwszy etap
| Poz | Klub                 | Mecze | Zw | Rem | Por | Pkt | BrZd | BrStr |
| --- | -------------------- | ----- | -- | --- | --- | --- | ---- | ----- |
| 1   | Bangu AC             | 11    | 7  | 3   | 1   | 17  | 15   | 6     |
| 2   | AA Ponte Preta       | 11    | 7  | 3   | 1   | 17  | 15   | 6     |
| 3   | Joinville            | 11    | 7  | 1   | 3   | 15  | 16   | 6     |
| 4   | AD Leônico           | 11    | 5  | 2   | 4   | 12  | 14   | 15    |
| 5   | EC Pinheiros         | 11    | 4  | 4   | 3   | 12  | 13   | 10    |
| 6   | Brasil Pelotas       | 11    | 4  | 3   | 4   | 11  | 16   | 16    |
| 7   | Brasília             | 11    | 4  | 3   | 4   | 11  | 12   | 12    |
| 8   | Desportiva Cariacica | 11    | 4  | 0   | 7   | 8   | 12   | 17    |
| 9   | Villa Nova AC        | 11    | 3  | 2   | 6   | 8   | 10   | 15    |
| 10  | Uberlândia           | 11    | 2  | 4   | 5   | 8   | 11   | 14    |
| 11  | Vila Nova FC         | 11    | 2  | 4   | 5   | 8   | 11   | 17    |
| 12  | Corumbaense FC       | 11    | 1  | 3   | 7   | 5   | 4    | 15    |

#### Drugi etap

##### Kolejka 1
| Data          | Mecz                                                                          |
| ------------- | ----------------------------------------------------------------------------- |
| 16 marca 1985 | EC Pinheiros – AD Leônico 1:0 Roberson                                        |
| 16 marca 1985 | Vila Nova FC – Desportiva Cariacica 1:0 Bill                                  |
| 16 marca 1985 | Uberlândia – Brasil Pelotas 1:2 Carlos Alberto Batata – Bira, Júnior Brasília |
| 16 marca 1985 | Villa Nova AC – AA Ponte Preta 1:3 Paulinho – Adílson (2), Régis              |
| 16 marca 1985 | Brasília – Bangu AC 2:1 Ramón, Santos – Fernando Macaé                        |
| 16 marca 1985 | Corumbaense FC – Joinville 1:2 Osmar Bueno – Carlinhos, Joăo Carlos Maringá   |

##### Kolejka 2
| Data          | Mecz                                                            |
| ------------- | --------------------------------------------------------------- |
| 14 marca 1985 | Villa Nova AC – EC Pinheiros 0:0                                |
| 20 marca 1985 | Uberlândia – Joinville 0:1 Vágner                               |
| 20 marca 1985 | Corumbaense FC – Brasil Pelotas 1:2 Alcione – Lívio, Zezinho    |
| 20 marca 1985 | Brasília – Desportiva Cariacica 0:0                             |
| 20 marca 1985 | AD Leônico – AA Ponte Preta 1:2 Osni – Gersinho, Régis          |
| 21 marca 1985 | Vila Nova FC – Bangu AC 3:2 Bill (2), Ronaldo Pato – Pingo, Ado |

##### Kolejka 3
| Data          | Mecz                                                                       |
| ------------- | -------------------------------------------------------------------------- |
| 23 marca 1985 | EC Pinheiros – Brasília 1:0 Mauro Madureira                                |
| 24 marca 1985 | Desportiva Cariacica – Uberlândia 2:1 Tiăo, Luisinho das Arábias – Vivinho |
| 24 marca 1985 | Joinville – AD Leônico 1:0 Joăo Carlos Maringá                             |
| 24 marca 1985 | Brasil Pelotas – Villa Nova AC 0:0                                         |
| 24 marca 1985 | Bangu AC – Corumbaense FC 4:0 Fernando Macaé (2), Roberto Biônico, Ado     |
| 24 marca 1985 | AA Ponte Preta – Vila Nova FC 4:1 Márcio Luís (2), Adílson (2) – Bill      |

##### Kolejka 4
| Data          | Mecz                                                                          |
| ------------- | ----------------------------------------------------------------------------- |
| 27 marca 1985 | Bangu AC – Uberlândia 2:0 Pingo, Pedrinho Gaúcho                              |
| 27 marca 1985 | AA Ponte Preta – Brasília 1:1 Foca s – Santos                                 |
| 27 marca 1985 | Desportiva Cariacica – Corumbaense FC 0:1 Dutra                               |
| 27 marca 1985 | EC Pinheiros – Vila Nova FC 1:1 Marquinhos – Héber                            |
| 27 marca 1985 | Joinville – Villa Nova AC 1:2 Vágner – Paulinho (2)                           |
| 27 marca 1985 | Brasil Pelotas – AD Leônico 4:1 Bira (2), Júnior Brasília, Zezinho – Monteiro |

##### Kolejka 5
| Data          | Mecz                                                      |
| ------------- | --------------------------------------------------------- |
| 30 marca 1985 | EC Pinheiros – AA Ponte Preta 0:1 Gersinho                |
| 31 marca 1985 | Desportiva Cariacica – Bangu AC 0:1 Roberto Biônico       |
| 31 marca 1985 | Vila Nova FC – Villa Nova AC 1:0 Bill                     |
| 31 marca 1985 | Brasil Pelotas – Joinville 1:1 Bira – Silmar              |
| 31 marca 1985 | Uberlândia – Brasília 1:2 Fernando Roberto – Beto, Santos |
| 31 marca 1985 | Corumbaense FC – AD Leônico 2:1 Negăo, Amadeu – Monteiro  |

##### Kolejka 6
| Data            | Mecz                                                                   |
| --------------- | ---------------------------------------------------------------------- |
| 3 kwietnia 1985 | Bangu AC – EC Pinheiros 1:1 Fernando Macaé – Marquinhos                |
| 3 kwietnia 1985 | Joinville – Desportiva Cariacica 0:1 Tiziu                             |
| 3 kwietnia 1985 | Villa Nova AC – Uberlândia 0:2 Carlos Alberto Batata, Fernando Roberto |
| 3 kwietnia 1985 | AD Leônico – Vila Nova FC 2:1 Sivaldo, Beijoca – Júlio César           |
| 3 kwietnia 1985 | Brasília – Corumbaense FC 1:1 Cléber – Ęnio                            |
| 3 kwietnia 1985 | AA Ponte Preta – Brasil Pelotas 2:2 Márcio Luís, Régis – Bira, André   |

##### Kolejka 7
| Data            | Mecz                                                              |
| --------------- | ----------------------------------------------------------------- |
| 6 kwietnia 1985 | Vila Nova FC – Brasília 3:1 Fernando (2), Dionísio – Néri s       |
| 7 kwietnia 1985 | Desportiva Cariacica – AA Ponte Preta 1:0 Paulistinha             |
| 7 kwietnia 1985 | Bangu AC – Joinville 3:1 Fernando Macaé, Pingo, Mário – Reginaldo |
| 7 kwietnia 1985 | AD Leônico – Villa Nova AC 1:0 Sebinho                            |
| 7 kwietnia 1985 | Corumbaense FC – Uberlândia 1:0 Alcione                           |
| 7 kwietnia 1985 | Brasil Pelotas – EC Pinheiros 1:0 André                           |

##### Kolejka 8
| Data             | Mecz                                                                                   |
| ---------------- | -------------------------------------------------------------------------------------- |
| 10 kwietnia 1985 | Desportiva Cariacica – EC Pinheiros 0:2 Camargo, Edinho                                |
| 10 kwietnia 1985 | Bangu AC – Brasil Pelotas 3:1 Fernando Macaé, Pingo, Ado – Hélio                       |
| 10 kwietnia 1985 | Joinville – AA Ponte Preta 1:1 Nardela – Adílson                                       |
| 10 kwietnia 1985 | Brasília – Villa Nova AC 2:0 Cléber, Édson s                                           |
| 10 kwietnia 1985 | Uberlândia – AD Leônico 4:0 Carlos Alberto Batata, Fernando Roberto, Luisinho, Vivinho |
| 10 kwietnia 1985 | Corumbaense FC – Vila Nova FC 1:3 Negăo – Falcăo, Zé Henrique, Fernando                |

##### Kolejka 9
| Data             | Mecz                                                                               |
| ---------------- | ---------------------------------------------------------------------------------- |
| 14 kwietnia 1985 | Brasil Pelotas – Desportiva Cariacica 5:0 Bira (2), Júnior Brasília, André, Gílson |
| 14 kwietnia 1985 | Brasília – AD Leônico 1:0 Nei                                                      |
| 14 kwietnia 1985 | EC Pinheiros – Joinville 1:1 Camargo – Vágner                                      |
| 14 kwietnia 1985 | Villa Nova AC – Corumbaense FC 4:3 Paulinho (3), Osmar – Negăo, Gérson, Amadeu     |
| 14 kwietnia 1985 | AA Ponte Preta – Bangu AC 2:2 Paulo Egídio, Régis – Mário, Fernando Macaé          |
| 14 kwietnia 1985 | Vila Nova FC – Uberlândia 0:3 Mairon César (2), Fernando Roberto                   |

##### Kolejka 10
| Data             | Mecz                                                                             |
| ---------------- | -------------------------------------------------------------------------------- |
| 17 kwietnia 1985 | Brasília – Joinville 0:0                                                         |
| 17 kwietnia 1985 | AD Leônico – Desportiva Cariacica 1:1 Adaílton – Sídnei                          |
| 17 kwietnia 1985 | Corumbaense FC – AA Ponte Preta 1:5 Altair – Paulo Egídio (3), Chicăo (2)        |
| 17 kwietnia 1985 | Uberlândia – EC Pinheiros 2:1 Geraldo Touro (2) – Mauro Madureira Rio de Janeiro |
| 17 kwietnia 1985 | Vila Nova FC – Brasil Pelotas 0:0                                                |
| 17 kwietnia 1985 | Villa Nova AC – Bangu AC 0:2 Ado, Marinho                                        |

##### Kolejka 11
| Data             | Mecz                                                         |
| ---------------- | ------------------------------------------------------------ |
| 21 kwietnia 1985 | Desportiva Cariacica – Villa Nova AC 1:1 Paulistinha – Osmar |
| 21 kwietnia 1985 | Brasil Pelotas – Brasília 2:0 Silva, Zezinho                 |
| 21 kwietnia 1985 | EC Pinheiros – Corumbaense FC 0:0                            |
| 21 kwietnia 1985 | AA Ponte Preta – Uberlândia 1:1 Chicăo – Vivinho             |
| 21 kwietnia 1985 | Bangu AC – AD Leônico 1:0 Marinho                            |
| 21 kwietnia 1985 | Joinville – Vila Nova FC 3:0 Vágner, Jacenir, Nardela        |

##### Tabela grupy D – drugi etap
Ponieważ Bangu AC uzyskał już awans jako mistrz pierwszego etapu, w drugim etapie awansował klub, który zajął drugie miejsce w tabeli.
| Poz | Klub                 | Mecze | Zw | Rem | Por | Pkt | BrZd | BrStr |
| --- | -------------------- | ----- | -- | --- | --- | --- | ---- | ----- |
| 1   | Bangu AC             | 11    | 7  | 2   | 2   | 16  | 22   | 10    |
| 2   | Brasil Pelotas       | 11    | 6  | 4   | 1   | 16  | 20   | 9     |
| 3   | AA Ponte Preta       | 11    | 5  | 5   | 1   | 15  | 22   | 12    |
| 4   | Vila Nova FC         | 11    | 5  | 2   | 4   | 12  | 14   | 17    |
| 5   | Joinville            | 11    | 4  | 4   | 3   | 12  | 12   | 10    |
| 6   | Brasília             | 11    | 4  | 4   | 3   | 12  | 10   | 10    |
| 7   | EC Pinheiros         | 11    | 3  | 5   | 3   | 11  | 8    | 7     |
| 8   | Uberlândia           | 11    | 4  | 1   | 6   | 9   | 15   | 12    |
| 9   | Desportiva Cariacica | 11    | 3  | 3   | 5   | 9   | 6    | 13    |
| 10  | Corumbaense FC       | 11    | 3  | 2   | 6   | 8   | 12   | 22    |
| 11  | Villa Nova AC        | 11    | 2  | 3   | 6   | 7   | 8    | 16    |
| 12  | AD Leônico           | 11    | 2  | 1   | 8   | 5   | 7    | 18    |

#### Tabela sumaryczna grupy D
| Poz | Klub                 | Mecze | Zw | Rem | Por | Pkt | BrZd | BrStr |
| --- | -------------------- | ----- | -- | --- | --- | --- | ---- | ----- |
| 1   | Bangu AC             | 22    | 14 | 5   | 3   | 33  | 37   | 16    |
| 2   | AA Ponte Preta       | 22    | 12 | 8   | 2   | 32  | 37   | 18    |
| 3   | Joinville            | 22    | 11 | 5   | 6   | 27  | 28   | 16    |
| 4   | Brasil Pelotas       | 22    | 10 | 7   | 5   | 27  | 36   | 25    |
| 5   | Brasília             | 22    | 8  | 7   | 7   | 23  | 22   | 22    |
| 6   | EC Pinheiros         | 22    | 7  | 9   | 6   | 23  | 21   | 17    |
| 7   | Vila Nova FC         | 22    | 7  | 6   | 9   | 20  | 25   | 34    |
| 8   | AD Leônico           | 22    | 7  | 3   | 12  | 17  | 21   | 33    |
| 9   | Desportiva Cariacica | 22    | 7  | 3   | 12  | 17  | 18   | 30    |
| 10  | Uberlândia           | 22    | 6  | 5   | 11  | 17  | 26   | 26    |
| 11  | Villa Nova AC        | 22    | 5  | 5   | 12  | 15  | 18   | 31    |
| 12  | Corumbaense FC       | 22    | 4  | 5   | 13  | 13  | 16   | 37    |

### 1/4 finału

#### Grupa E

##### Kolejka 1
| Data         | Mecz                                                   |
| ------------ | ------------------------------------------------------ |
| 3 lipca 1985 | AA Ponte Preta – Atlético Mineiro 1:1 Vágner – Éverton |
| 3 lipca 1985 | CS Alagoano – Guarani FC 0:0                           |

##### Kolejka 2
| Data         | Mecz                                              |
| ------------ | ------------------------------------------------- |
| 7 lipca 1985 | Guarani FC – Atlético Mineiro 1:1 Edmar – Nelinho |
| 7 lipca 1985 | CS Alagoano – AA Ponte Preta 0:0                  |

##### Kolejka 3
| Data          | Mecz                                                 |
| ------------- | ---------------------------------------------------- |
| 10 lipca 1985 | Guarani FC – AA Ponte Preta 1:1 Niquinha – Régis     |
| 10 lipca 1985 | Atlético Mineiro – CS Alagoano 2:0 Éverton, Edivaldo |

##### Kolejka 4
| Data          | Mecz                                                   |
| ------------- | ------------------------------------------------------ |
| 14 lipca 1985 | Atlético Mineiro – Guarani FC 2:1 Éverton, Elzo – Giba |
| 14 lipca 1985 | AA Ponte Preta – CS Alagoano 2:0 Vágner, Mauro         |

##### Kolejka 5
| Data          | Mecz                               |
| ------------- | ---------------------------------- |
| 17 lipca 1985 | CS Alagoano – Atlético Mineiro 0:0 |
| 17 lipca 1985 | AA Ponte Preta – Guarani FC 0:0    |

##### Kolejka 6
| Data          | Mecz                                                    |
| ------------- | ------------------------------------------------------- |
| 21 lipca 1985 | Atlético Mineiro – AA Ponte Preta 1:0 Sérgio Araújo     |
| 21 lipca 1985 | Guarani FC – CS Alagoano 6:1 Edmar (5), Gérson – Luisăo |

##### Tabela grupy E
| Poz | Klub             | Mecze | Zw | Rem | Por | Pkt | BrZd | BrStr |
| --- | ---------------- | ----- | -- | --- | --- | --- | ---- | ----- |
| 1   | Atlético Mineiro | 6     | 3  | 3   | 0   | 9   | 7    | 3     |
| 2   | Guarani FC       | 6     | 1  | 4   | 1   | 6   | 9    | 5     |
| 3   | AA Ponte Preta   | 6     | 1  | 4   | 1   | 6   | 4    | 3     |
| 4   | CS Alagoano      | 6     | 0  | 3   | 3   | 3   | 1    | 10    |

#### Grupa F

##### Kolejka 1
| Data         | Mecz                                                 |
| ------------ | ---------------------------------------------------- |
| 3 lipca 1985 | Brasil Pelotas – EC Bahia 2:1 Silva, Hélio – Marinho |
| 4 lipca 1985 | Ceará SC – CR Flamengo 1:1 Anselmo – Chiquinho       |

##### Kolejka 2
| Data         | Mecz                          |
| ------------ | ----------------------------- |
| 7 lipca 1985 | Ceará SC – Brasil Pelotas 0:0 |
| 7 lipca 1985 | EC Bahia – CR Flamengo 0:0    |

##### Kolejka 3
| Data          | Mecz                                                |
| ------------- | --------------------------------------------------- |
| 10 lipca 1985 | CR Flamengo – Brasil Pelotas 1:0 Bebeto             |
| 10 lipca 1985 | EC Bahia – Ceará SC 4:0 Marinho (2), Leandro, Celso |

##### Kolejka 4
| Data          | Mecz                                               |
| ------------- | -------------------------------------------------- |
| 14 lipca 1985 | CR Flamengo – EC Bahia 3:0 Chiquinho, Zico, Tita   |
| 14 lipca 1985 | Brasil Pelotas – Ceará SC 4:0 Bira (3), Canhotinho |

##### Kolejka 5
| Data          | Mecz                                                   |
| ------------- | ------------------------------------------------------ |
| 17 lipca 1985 | Ceará SC – EC Bahia 2:1 Catinha, Josué – Róbson        |
| 18 lipca 1985 | Brasil Pelotas – CR Flamengo 2:0 Júnior Brasília, Bira |

##### Kolejka 6
| Data          | Mecz                                                                       |
| ------------- | -------------------------------------------------------------------------- |
| 21 lipca 1985 | EC Bahia – Brasil Pelotas 2:3 Helinho, Leandro – Bira (2), Júnior Brasília |
| 21 lipca 1985 | CR Flamengo – Ceará SC 2:2 Bebeto, Tita – Catinha, Anselmo                 |

#### Tabela grupy F
| Poz | Klub           | Mecze | Zw | Rem | Por | Pkt | BrZd | BrStr |
| --- | -------------- | ----- | -- | --- | --- | --- | ---- | ----- |
| 1   | Brasil Pelotas | 6     | 4  | 1   | 1   | 9   | 11   | 4     |
| 2   | CR Flamengo    | 6     | 2  | 3   | 1   | 7   | 7    | 5     |
| 3   | Ceará SC       | 6     | 1  | 3   | 2   | 5   | 5    | 12    |
| 4   | EC Bahia       | 6     | 1  | 1   | 4   | 3   | 8    | 10    |

#### Grupa G

##### Kolejka 1
| Data         | Mecz                                                                |
| ------------ | ------------------------------------------------------------------- |
| 3 lipca 1985 | Sport Recife – Coritiba FBC 1:1 Mílton Cruz – Marildo               |
| 4 lipca 1985 | Joinville – Corinthians Paulista 2:0 Reginaldo, Joăo Carlos Maringá |

##### Kolejka 2
| Data         | Mecz                                                                                      |
| ------------ | ----------------------------------------------------------------------------------------- |
| 7 lipca 1985 | Joinville – Sport Recife 4:2 Vágner (2), Nardela, Joăo Carlos Maringá – Luís Carlos, Bozó |
| 7 lipca 1985 | Coritiba FBC – Corinthians Paulista 1:0 Lela                                              |

##### Kolejka 3
| Data          | Mecz                                                |
| ------------- | --------------------------------------------------- |
| 10 lipca 1985 | Coritiba FBC – Joinville 2:1 Lela, Dida – Reginaldo |
| 10 lipca 1985 | Corinthians Paulista – Sport Recife 0:0             |

##### Kolejka 4
| Data          | Mecz                                             |
| ------------- | ------------------------------------------------ |
| 13 lipca 1985 | Corinthians Paulista – Coritiba FBC 1:0 Wladimir |
| 14 lipca 1985 | Sport Recife – Joinville 1:0 Luís Carlos         |

##### Kolejka 5
| Data          | Mecz                                                                                |
| ------------- | ----------------------------------------------------------------------------------- |
| 17 lipca 1985 | Sport Recife – Corinthians Paulista 3:1 Bozó, Douglas Onça, Zé Guimarăes – Wladimir |
| 17 lipca 1985 | Joinville – Coritiba FBC 0:1 Lela                                                   |

##### Kolejka 6
| Data          | Mecz                                                        |
| ------------- | ----------------------------------------------------------- |
| 21 lipca 1985 | Coritiba FBC – Sport Recife 0:0                             |
| 21 lipca 1985 | Corinthians Paulista – Joinville 1:1 Casagrande – Reginaldo |

##### Tabela grupy G
| Poz | Klub                 | Mecze | Zw | Rem | Por | Pkt | BrZd | BrStr |
| --- | -------------------- | ----- | -- | --- | --- | --- | ---- | ----- |
| 1   | Coritiba FBC         | 6     | 3  | 2   | 1   | 8   | 5    | 3     |
| 2   | Sport Recife         | 6     | 2  | 3   | 1   | 7   | 7    | 6     |
| 3   | Joinville            | 6     | 2  | 1   | 3   | 5   | 8    | 7     |
| 4   | Corinthians Paulista | 6     | 1  | 2   | 3   | 4   | 3    | 7     |

#### Grupa H

##### Kolejka 1
| Data         | Mecz                                                            |
| ------------ | --------------------------------------------------------------- |
| 3 lipca 1985 | Bangu AC – SC Internacional 1:1 Joăo Cláudio – Ademir Alcântara |
| 3 lipca 1985 | Mixto EC – CR Vasco da Gama 1:1 Rodrigues – Roberto Dinamite    |

##### Kolejka 2
| Data         | Mecz                                                                        |
| ------------ | --------------------------------------------------------------------------- |
| 7 lipca 1985 | Mixto EC – Bangu AC 1:4 Cláudio Barbosa – Marinho (2), Gílson, Joăo Cláudio |
| 7 lipca 1985 | CR Vasco da Gama – SC Internacional 1:1 Geovani – Ademir                    |

##### Kolejka 3
| Data          | Mecz                                             |
| ------------- | ------------------------------------------------ |
| 10 lipca 1985 | SC Internacional – Mixto EC 1:0 Rubén Paz        |
| 11 lipca 1985 | CR Vasco da Gama – Bangu AC 0:2 Joăo Cláudio (2) |

##### Kolejka 4
| Data          | Mecz                                                                                            |
| ------------- | ----------------------------------------------------------------------------------------------- |
| 14 lipca 1985 | SC Internacional – CR Vasco da Gama 2:2 Silvinho, Mauro Galvăo – Roberto Dinamite, Mário Tilico |
| 14 lipca 1985 | Bangu AC – Mixto EC 1:1 Pingo – Gílson Bonfim                                                   |

##### Kolejka 5
| Data          | Mecz                                                                  |
| ------------- | --------------------------------------------------------------------- |
| 17 lipca 1985 | Bangu AC – CR Vasco da Gama 3:1 Marinho (2), Mário – Roberto Dinamite |
| 17 lipca 1985 | Mixto EC – SC Internacional 1:3 Gílson Bonfim – Marcelo (2), Miro s   |

##### Kolejka 6
| Data          | Mecz                                                                           |
| ------------- | ------------------------------------------------------------------------------ |
| 21 lipca 1985 | SC Internacional – Bangu AC 1:2 André Luís – Marinho, Joăo Cláudio             |
| 21 lipca 1985 | CR Vasco da Gama – Mixto EC 4:0 Roberto Dinamite (2), Cláudio José, Mauricinho |

##### Tabela grupy H
| Poz | Klub             | Mecze | Zw | Rem | Por | Pkt | BrZd | BrStr |
| --- | ---------------- | ----- | -- | --- | --- | --- | ---- | ----- |
| 1   | Bangu AC         | 6     | 4  | 2   | 0   | 10  | 13   | 5     |
| 2   | SC Internacional | 6     | 2  | 3   | 1   | 7   | 9    | 7     |
| 3   | CR Vasco da Gama | 6     | 1  | 3   | 2   | 5   | 9    | 9     |
| 4   | Mixto EC         | 6     | 0  | 2   | 4   | 2   | 4    | 14    |

### 1/2 finału
| Brasil Pelotas – Bangu AC 0:1 i 1:3 1 24.07 1985 Jorge Batata s (mecz rozegrany w Porto Alegre z powodu zbyt małego stadionu w Pelotas) 2 28.07 1985 Bira – Marinho (2), Ado |
| Coritiba FBC – Atlético Mineiro 1:0 i 0:0 1 24.07 1985 Heraldo 2 28.07 1985                                                                                                  |

### Finał
Ponieważ Bangu AC miał lepszy dorobek punktowo-bramkowy, decydujący o mistrzostwie Brazylii mecz rozegrany został w Rio de Janeiro.
| Bangu AC – Coritiba FBC 1:1, karne 5:6 |
| 31 lipca 1985 Rio de Janeiro Maracanã (91 257) Bangu AC – Coritiba FBC 1:1 (1:1, 1:1) Sędzia: Romualdo Arppi Filho Bramki: 0:1 Índio 25, 1:1 Lulinha 35 Karne: Gílson Gênio (+), Pingo (+), Baby (+), Mário Marques (+), Marinho (+), Ado (-) – Índio (+), Marco Aurélio (+), Édson (+), Lela (+), Vavá (+), Gomes (+) Bangu Atlético Clube (trener Moisés): Gilmar – Márcio, Jair, Oliveira, Baby, Israel, Lulinha (Gílson Gênio), Mário Marques, Marinho, João Cláudio (Pingo), Ado Coritiba FBC (trener Ênio Andrade): Rafael – André, Gomes, Heraldo, Dida, Almir (Vavá), Marildo (Marco Aurélio), Tóbi, Lela, Índio, Édson |

Mistrzem Brazylii w 1985 roku został klub Coritiba FBC, a wicemistrzem Brazylii – Bangu AC.

## Końcowa klasyfikacja sezonu 1985
| Poz | Klub                 | Mecze | Zw | Rem | Por | Pkt | BrZd | BrStr |
| --- | -------------------- | ----- | -- | --- | --- | --- | ---- | ----- |
| 1   | Coritiba FBC         | 29    | 12 | 7   | 10  | 31  | 25   | 27    |
| 2   | Bangu AC             | 31    | 20 | 8   | 3   | 48  | 55   | 23    |
| 3   | Brasil Pelotas       | 30    | 14 | 8   | 8   | 36  | 48   | 33    |
| 4   | Atlético Mineiro     | 28    | 13 | 9   | 6   | 35  | 37   | 23    |
| 5   | Sport Recife         | 28    | 20 | 5   | 3   | 45  | 49   | 16    |
| 6   | AA Ponte Preta       | 28    | 13 | 12  | 3   | 38  | 41   | 21    |
| 7   | Ceará SC             | 28    | 14 | 8   | 6   | 36  | 39   | 29    |
| 8   | Joinville            | 28    | 13 | 6   | 9   | 32  | 36   | 23    |
| 9   | CR Flamengo          | 26    | 11 | 8   | 7   | 30  | 40   | 23    |
| 10  | SC Internacional     | 26    | 11 | 8   | 7   | 30  | 36   | 23    |
| 11  | CR Vasco da Gama     | 26    | 11 | 8   | 7   | 30  | 37   | 31    |
| 12  | EC Bahia             | 26    | 11 | 7   | 8   | 29  | 35   | 29    |
| 13  | CS Alagoano          | 28    | 10 | 9   | 9   | 29  | 33   | 29    |
| 14  | Mixto EC             | 28    | 10 | 9   | 9   | 29  | 27   | 36    |
| 15  | Guarani FC           | 26    | 8  | 13  | 5   | 29  | 36   | 26    |
| 16  | Corinthians Paulista | 26    | 9  | 9   | 8   | 27  | 27   | 22    |
| 17  | Paysandu SC          | 22    | 8  | 9   | 5   | 25  | 26   | 21    |
| 18  | Nacional FC          | 22    | 10 | 4   | 8   | 24  | 39   | 29    |
| 19  | Botafogo João Pessoa | 22    | 7  | 10  | 5   | 24  | 21   | 23    |
| 20  | Brasília             | 22    | 8  | 7   | 7   | 23  | 22   | 22    |
| 21  | EC Pinheiros         | 22    | 7  | 9   | 6   | 23  | 21   | 17    |
| 22  | Fluminense FC        | 20    | 7  | 7   | 6   | 21  | 24   | 21    |
| 23  | Grêmio Porto Alegre  | 20    | 6  | 9   | 5   | 21  | 25   | 21    |
| 24  | Botafogo FR          | 20    | 9  | 2   | 9   | 20  | 26   | 36    |
| 25  | Náutico              | 20    | 8  | 4   | 8   | 20  | 25   | 28    |
| 26  | Santos FC            | 20    | 7  | 6   | 7   | 20  | 23   | 25    |
| 27  | São Paulo            | 20    | 7  | 6   | 7   | 20  | 36   | 39    |
| 28  | Vila Nova FC         | 22    | 7  | 6   | 9   | 20  | 25   | 34    |
| 29  | Cruzeiro EC          | 20    | 5  | 8   | 7   | 18  | 23   | 22    |
| 30  | SE Palmeiras         | 20    | 5  | 8   | 7   | 18  | 28   | 28    |
| 31  | AD Leônico           | 22    | 7  | 3   | 12  | 17  | 21   | 33    |
| 32  | Desportiva Cariacica | 22    | 7  | 3   | 12  | 17  | 18   | 30    |
| 33  | Uberlândia           | 22    | 6  | 5   | 11  | 17  | 26   | 26    |
| 34  | ABC FC               | 22    | 6  | 5   | 11  | 17  | 27   | 33    |
| 35  | Goiás EC             | 20    | 5  | 6   | 9   | 16  | 21   | 27    |
| 36  | EC Flamengo          | 22    | 5  | 5   | 12  | 15  | 14   | 24    |
| 37  | Villa Nova AC        | 22    | 5  | 5   | 12  | 15  | 18   | 31    |
| 38  | Portuguesa           | 20    | 4  | 7   | 9   | 15  | 19   | 26    |
| 39  | Clube do Remo        | 22    | 5  | 4   | 13  | 14  | 19   | 38    |
| 40  | America FC           | 20    | 4  | 5   | 11  | 13  | 19   | 31    |
| 41  | Corumbaense FC       | 22    | 4  | 5   | 13  | 13  | 16   | 37    |
| 42  | Sampaio Corrêa FC    | 22    | 2  | 8   | 12  | 12  | 24   | 43    |
| 43  | Santa Cruz FC        | 20    | 4  | 3   | 13  | 11  | 21   | 47    |
| 44  | CS Sergipe           | 22    | 3  | 5   | 14  | 11  | 15   | 37    |